# La rebelión de las élites y la traición a la democracia
La rebelión de las élites y la traición a la democracia, cuyo título original inglés es The Revolt of the Elites and the Betrayal of Democracy, es un libro escrito por el historiador y sociólogo estadounidense Christopher Lasch justo antes de su fallecimiento. Fue publicado de forma póstuma en 1995 en los Estados Unidos y traducido al español en 1996. Este libro-testamento defiende la idea que la democracia ya no está amenazada por las masas pero sí por los que están en la cima de la jerarquía social. 
El libro está dividido en tres partes.

## Primera parte: la intensificación de las divisiones sociales
En esta primera parte, el autor se refiere explícitamente al filósofo español Ortega y Gasset y a su libro La rebelión de las masas de 1930, para tomarle el contrapié.

«Del punto de vista de Ortega, punto de vista compartido por la mayoría de aquella época, el valor de las élites culturales reside en su disposición para asumir la responsabilidad de las normas de cumplimiento obligatorio sin las cuales la civilización es imposible. Esas élites vivían al servicio de ideales exigentes. (...) El hombre de masas, por su lado, no tenía obligaciones, ni entendimiento de lo que conllevan, "ni sensibilidad para los grandes deberes históricos". En su lugar, afirmaba los derechos de lo trivial. A la vez lleno de resentimiento y autosatisfecho, rechazaba todo lo que era excelente, individual, cualificado y elegido. (...) Tan solo se preocupaba de su bienestar personal y consideraba con confianza un porvenir de "posibilidades ilimitadas" y de "libertad completa". Entre sus numerosos defectos, figuraba una "falta de romanticismo en su relación con las mujeres." (...) Lo que caracterizaba por encima de todo el espíritu de la masa, sin embargo, era "el odio mortal hacia todo lo que no era ella misma. (...) Mi tesis es que todas estas actitudes mentales son a día de hoy más características de los niveles superiores de la sociedad que de los niveles inferiores o medianos.»
Christopher Lasch, La rebelión de las élites 

Más específicamente, Lasch defiende la idea que las clases privilegiadas no han vivido nunca tan aisladas de su entorno. Atribuye esta actitud en parte al hecho que la movilidad social se ha convertido en un asunto de movilidad geográfica. Y una consecuencia fundamental del aislamiento de las élites es que las ideologías políticas pierden todo contacto con las preocupaciones del ciudadano ordinario.

## Segunda parte: el declive del discurso democrático
La segunda parte del libro empieza con estas palabras: Si las élites no hacen más que hablarse a ellas mismas, una de las razones reside en el hecho de que no existen instituciones que promuevan una conversación general que supere las fronteras de clase. Aplica esta constatación a todas las esferas de la vida pública, incluido el sistema educativo, denunciando el monopolio de la burguesía sobre los colegios y universidades más célebres, tanto públicos como privados.
El periodismo moderno también es una diana de Lasch ya que favorece la difusión de informaciones que pretenden la objetividad en lugar del debate. Pero, para Lasch, lo único que convierte la información en pertinente y atractiva para el ciudadano es la perspectiva del debate.

## Tercera parte: el alma en la noche oscura
La tercera parte analiza de forma crítica al psicoanálisis y la religión. También discute las tesis de Philip Rieff.
El último capítulo, "El alma humana bajo el reino de la laicidad", trata de las posiciones de Oscar Wilde, Karl Marx y Carl Gustav Jung. Frente a los que comentan la supuesta pérdida de seguridad intelectual y emocional producida por el declive de la religión, Lasch escribe: "Lo que hay que atacar es el postulado según el cual la religión pudo en un momento dado dar respuesta de forma completa e inequívoca a las preguntas éticas (...) o que ha podido bloquear las especulaciones sobre el sentido de la vida y su finalidad, o que los creyentes del pasado no sabían lo que es la desesperación existencial."
El libro concluye con una interrogación sobre el porvenir de la ilusión de dominación en el momento en el que la humanidad empieza a tomar conciencia de los límites de su dominio sobre el mundo natural.